# Ljubljansko-primorska nogometna liga 1955./56.
Ljubljansko-primorska nogometna liga u sezoni 1955./56. bilo je prvo izdanje ovog natjecanja, nastalo ukidanjem Slovenske republičke lige. Ove sezone predstavljala je treći rang jugoslavenskog nogometnog sustava.

## Formiranje lige
- 7 momčadi (Krim Ljubljana, Grafičar Ljubljana, Korotan Kranj, Slovan Ljubljana, Aurora Koper, Postojna i Izola) iz Zapadne skupine Slovenske republičke lige
- 3 momčadi (Postojna, Ilirija Ljubljana i Mladost Kranj) iz nižeg ranga

## Ljestvica
| mj.    | klub               | ut. | pob. | ner. | por. | gol+ | gol- | kvoc  | bod |
| ------ | ------------------ | --- | ---- | ---- | ---- | ---- | ---- | ----- | --- |
| 1.     | Grafičar Ljubljana | 18  | 14   | 2    | 2    | 77   | 22   | 3,500 | 30  |
| 2.     | Krim Ljubljana     | 18  | 13   | 3    | 2    | 64   | 14   | 4,571 | 29  |
| 3.     | Triglav Kranj      | 18  | 10   | 4    | 4    | 60   | 27   | 2,222 | 24  |
| 4.     | Mladost Kranj      | 18  | 9    | 2    | 7    | 38   | 35   | 1,085 | 20  |
| 5.     | Ilirija Ljubljana  | 18  | 8    | 2    | 8    | 40   | 36   | 1,111 | 18  |
| 6.     | Slovan Ljubljana   | 18  | 7    | 3    | 8    | 27   | 33   | 0,818 | 17  |
| 7.     | Izola              | 18  | 4    | 4    | 10   | 31   | 58   | 0,534 | 12  |
| 8.     | Tabor Sežana       | 18  | 4    | 3    | 11   | 28   | 53   | 0,528 | 11  |
| 9.     | Koper              | 18  | 4    | 3    | 11   | 22   | 75   | 0,293 | 11  |
| 10.    | Postojna           | 18  | 3    | 2    | 13   | 18   | 50   | 0,360 | 8   |
|        |                    |     |      |      |      |      |      |       |     |
| Izvori |                    |     |      |      |      |      |      |       |     |

- Viši rang:
  - Grafičar Ljubljana igrao je kvalifikacije za Prvu zonu – nije uspio
- Ispali:
  - Tabor Sežana, Koper i Postojna ispadaju u niži rang
- Novi članovi:
  - ŽNK Nova Gorica iz Prve zone, Tržič i Branik Solkan iz nižeg ranga

## Kvalifikacije

### Za popunu Prve zone
Grafičar je izgubio u baražu (protiv slovenskih i hrvatskih momčadi) za promociju u I. zonu i ostao je u Ljubljansko-primorskoj ligi. Prema "La nostra lotta/Naša borba" od 5. lipnja 1956., njihovi protivnici bili bi Tekstilac Varaždin i pobjednik utakmice između Uljanika iz Pule i Orijenta iz Rijeke. Grafičar je izgubio od Uljanika 3:4 i 1:7.
| Prva momčad        |   | Druga momčad | 1. utakmica. | 2. utakmica |
| ------------------ | - | ------------ | ------------ | ----------- |
| Grafičar Ljubljana | – | Uljanik Pula | 3:4          | 1:7         |

- Uljanik Pula plasirao se u Prvu zonu

## Poveznice
- Nogometno prvenstvo Jugoslavije – 2. liga 1955./56.
- Nogometno prvenstvo Jugoslavije – 3. ligaški rang 1955./56.

## Vanjske poveznice
- Zbornik Medobčinske nogometne zveze Ljubljana 1920–2020